# كول بوردرز: كود آلاين
كول بوردرز: كود آلاين (بالإنجليزية: Cool Boarders: Code Alien)‏، هي لعبة فيديو يابانية من نوع رياضة التزلج، وهي من تطوير ونشريو إي بي سيستيمز، صدرت اللعبة في الأسواق اليابانية بتاريخ 21 ديسمبر 2000، وهي الجزء الفرعي من سلسلة كول بوردرز، وتعمل حصراً لمنصة بلاي ستيشن 2.